# Henriette Lagou Adjoua
Henriette Lagou Adjoua, ancienne ministre, née le 22 juin 1959. est une femme politique de Côte d'Ivoire. Après Jacqueline Lohouès Oble, première femme du pays à se présenter à une élection présidentielle, lors du scrutin de 2010, elle fut l'une des deux femmes candidates à l'élection présidentielle de 2015 (avec Jacqueline-Claire Kouangoua, qui a obtenu un résultat plus faible).

## Biographie
Henriette Lagou Adjoua née le 22 juin 1959 est Membre du PDCI, elle se rallie pourtant au Congrès national de la résistance pour la démocratie (CNRD), proche du président Laurent Gbagbo. Après en avoir été la marraine, elle est aujourd'hui présidente du mouvement « deux millions de filles pour Gbagbo ». Henriette Lagou a aussi été présidente du conseil d'administration de la société Air Ivoire. À l'occasion des votes de la troisième constitution de la Côte d'Ivoire, elle s'est déclarée en faveur du « Non ». Dans une interview accordée du quotidien ivoirien, elle s'insurge en ces termes : « nous disons non , à la forfaiture » En janvier 2022, sa fille en poste de diplomate à l'ambassade de Côte d'Ivoire en Suisse décède des suites d'un malaise survenu.

## Candidature à la présidence
Le 12 mai 2014, Henriette Lagou se déclare candidate à l’élection présidentielle de 2015.
Le 10 août 2015, elle est la quatrième à déposer officiellement son dossier de candidature.
Le 9 septembre 2015, sa candidature est validée par le Conseil constitutionnel.
Elle obtient finalement 27759 voix, soit 0,89 % des suffrages exprimés.